# 1896年ウィンブルドン選手権
1896年 ウィンブルドン選手権（1896ねんウィンブルドンせんしゅけん、The Championships, Wimbledon 1896）に関する記事。イギリス・ロンドン郊外にある「オールイングランド・ローンテニス・アンド・クローケー・クラブ」にて開催。

## 大会の流れ
- 男子シングルスは1878年、女子シングルスは1886年から「チャレンジ・ラウンド」（Challenge Round, 挑戦者決定戦）と「オールカマーズ・ファイナル」（All-Comers Final）方式で優勝を決定していた。大会前年度優勝者を除く選手は「チャレンジ・ラウンド」に出場し、前年度優勝者への挑戦権を争う。前年度優勝者は、無条件で「オールカマーズ・ファイナル」に出場できる。チャレンジ・ラウンドの勝者と前年度優勝者による「オールカマーズ・ファイナル」で、当年度の選手権優勝者を決定した。
- 初期の女子シングルスでは、チャレンジ・ラウンドにエントリーする選手が少なく、この年は6名のみだった。
- 初期のウィンブルドン選手権のように、外国人出場者が少なかった時期は、地元イギリス人選手の国旗表示を省略する。

## 大会前年度優勝者
- 男子シングルス：ウィルフレッド・バデリー
- 女子シングルス：シャーロット・クーパー
- 男子ダブルス：ウィルフレッド・バデリー＆ハーバート・バデリー

## 男子シングルス

### チャレンジラウンド
準々決勝
- ハロルド・マホニー vs. フランク・ライスリー　7-5, 5-7, 7-5, 6-3
- ハロルド・ニスベット vs. ジョージ・シモンド　2-6, 6-4, 6-4, 1-6, 6-3
- ウィルバーフォース・イーブズ vs. クレメンス・カザレット　7-5, 6-3, 6-0
- ハーバート・バデリー vs.  ウィリアム・ラーンド　3-6, 3-6, 6-4, 6-4, 6-3

準決勝
- ハロルド・マホニー vs. ハロルド・ニスベット　6-4, 2-6, 8-6, 4-6, 6-3
- ウィルバーフォース・イーブズ vs. ハーバート・バデリー　6-4, 6-3, 6-4

決勝
- ハロルド・マホニー vs. ウィルバーフォース・イーブズ　6-2, 6-2, 11-9

### オールカマーズ決勝
- ハロルド・マホニー vs. ウィルフレッド・バデリー　6-2, 6-8, 5-7, 8-6, 6-3　（マホニーが本大会の優勝者になる）

## 女子シングルス

### チャレンジラウンド
1回戦
- エディット・オースチン vs. L・H・パターソン　6-4, 6-1
- ヘンリエッタ・ホーンキャッスル　試合なし → 準決勝へ
- アリス・シンプソン・ピカリング vs. ハンガーフォード　6-1, 6-0
- G・A・ドラッフェン　試合なし → 準決勝へ

準決勝
- エディット・オースチン vs. ヘンリエッタ・ホーンキャッスル　不戦勝
- アリス・シンプソン・ピカリング vs. G・A・ドラッフェン　6-3, 7-5

決勝
- アリス・シンプソン・ピカリング vs. エディット・オースチン　4-6, 6-3, 6-3

### オールカマーズ決勝
- シャーロット・クーパー vs. アリス・シンプソン・ピカリング　6-2, 6-3　（クーパーが本大会の優勝者になる）

## 決勝戦の結果
男子シングルス
- ハロルド・マホニー vs. ウィルフレッド・バデリー　6-2, 6-8, 5-7, 8-6, 6-3　［オールカマーズ決勝］

女子シングルス
- シャーロット・クーパー vs. アリス・シンプソン・ピカリング　6-2, 6-3　［オールカマーズ決勝］

男子ダブルス
- ウィルフレッド・バデリー＆ハーバート・バデリー vs. レジナルド・ドハティー＆ハロルド・ニスベット　1-6, 3-6, 6-4, 6-2, 6-1　［オールカマーズ決勝］